# Статистика та рекорди ФК «Десна»
Ця стаття присвячена статистиці та рекордам футбольного клубу «Десна».
«Десна» — український професіональний футбольний клуб із міста Чернігова. Заснований 1960 року під назвою «Авангард», 1961 року перейменований на «Десну». Найвище досягнення в історії клубу — 4-те місце в чемпіонаті України в сезоні 2019/20.

## Досягнення

### СРСР
- Кубок СРСР
  - 1/8 фіналу: 1965
- Чемпіонат УРСР
  -  Віце-чемпіон: 1982

### Україна
- Прем'єр-ліга
  - 4-те місце: 2019/20
- Кубок України
  - 1/4 фіналу (3): 2013/14, 2017/18, 2019/20
- Перша ліга
  -  Срібний призер: 2016/17
  -  Бронзовий призер: 2017/18
- Друга ліга
  -  Переможець (3): 1996/97, 2005/06, 2012/13
  -  Срібний призер (3): 2000/01, 2003/04, 2004/05
  -  Бронзовий призер: 2002/03

### Призи
- Приз Fair Play у Прем'єр-лізі: 2019/20[1]
- Приз Fair Play у Першій лізі (2): 2016/17[2], 2017/18[3]

### Неофіційні
Зимова першість Чернігівскої області
- Переможець: 1960[4]

Змагання на приз Центральної ради ДСТ «Авангард»
- Фіналіст: 1961[5][6]

Кубок Полісся
- Володар (2): 1996, 2001[7]

Кубок Федерації футболу Закарпаття
- Володар: 2002[8][9]

Кубок мера Євпаторії
- Володар: 2010[10]

Меморіал Голубєва
- Переможець: 2011[11]

Меморіал Макарова
- Переможець: 2014
- Фіналіст: (5): 1997, 2010, 2013, 2016, 2018[12]

Мацута Open
- Бронзовий призер: 2022[13]

## Індивідуальні рекорди гравців

### Матчеві рекорди й статистика
- Найбільша кількість матчів у всіх змаганнях: 475 — Сергій Сапронов[14][15]
- Найбільша кількість матчів у чемпіонаті СРСР: 385 — Геннадій Горшков[16]
- Найбільша кількість матчів у чемпіонаті України: 295 — Олександр Кожем'яченко[17]
- Найбільша кількість матчів у Прем'єр-лізі: 95 — Єгор Картушов[18]

#### Гравці з найбільшою кількістю матчів
| №  | Ім'я                   | Період    | Загалом | Ліга | Кубок | Єврокубки | Інші | Дж.           |
| -- | ---------------------- | --------- | ------- | ---- | ----- | --------- | ---- | ------------- |
| 1  | Сергій Сапронов        | 1979—2000 | 475     | 466  | 9     | 0         | 0    | [ 14 ] [ 15 ] |
| 2  | Геннадій Горшков       | 1977—1987 | 385     | 385  | 0     | 0         | 0    | [ 16 ]        |
| 3  | Валерій Кравчинський   | 1960—1970 | 383     | 364  | 19    | 0         | 0    | [ 14 ] [ 19 ] |
| 4  | Андрій Процко          | 1966—1980 | 322     | 319  | 3     | 0         | 0    | [ 14 ] [ 20 ] |
| 5  | Володимир Авраменко    | 1991—2004 | 315     | 293  | 22    | 0         | 0    | [ 21 ]        |
| 6  | Олександр Кожем'яченко | 1999—2011 | 312     | 295  | 17    | 0         | 0    | [ 22 ]        |
| 7  | Валентин Буглак        | 1981—1992 | 297     | 297  | 0     | 0         | 0    | [ 14 ] [ 23 ] |
| 8  | Юрій Надточій          | 1985—1996 | 287     | 277  | 10    | 0         | 0    | [ 24 ]        |
| 9  | Олександр Савенчук     | 1993—2004 | 276     | 256  | 20    | 0         | 0    | [ 25 ]        |
| 10 | Віктор Рудий           | 1980—1999 | 275     | 269  | 6     | 0         | 0    | [ 26 ]        |
| 11 | Ігор Бобович           | 1993—2007 | 267     | 251  | 16    | 0         | 0    | [ 27 ]        |
| 12 | Павло Щедраков         | 2005—2017 | 263     | 247  | 16    | 0         | 0    | [ 28 ]        |
| 13 | Єгор Картушов          | 2012—2022 | 262     | 243  | 18    | 1         | 0    | [ 18 ]        |
| 14 | Андрій Кривенок        | 1985—1996 | 253     | 244  | 9     | 0         | 0    | [ 29 ]        |
| 15 | Ігор Четверик          | 1987—1994 | 247     | 241  | 6     | 0         | 0    | [ 30 ]        |
| 16 | Віктор Лазаренко       | 1977—1987 | 237     | 237  | 0     | 0         | 0    | [ 31 ]        |
| 17 | Володимир Дробот       | 1991—1999 | 235     | 222  | 13    | 0         | 0    | [ 32 ]        |
| 18 | Володимир Чуланов      | 2005—2015 | 234     | 219  | 14    | 0         | 1    | [ 33 ]        |
| 19 | В'ячеслав Кисленко     | 1980—1986 | 233     | 233  | 0     | 0         | 0    | [ 14 ]        |
| 20 | В'ячеслав Кисельов     | 1977—1984 | 228     | 228  | 0     | 0         | 0    | [ 14 ] [ 34 ] |

### Гольові рекорди й статистика
- Найбільша кількість голів у всіх змаганнях: 129 — Олександр Кожем'яченко[17][22]
- Найбільша кількість голів у чемпіонаті СРСР: 112 — Геннадій Горшков[16]
- Найбільша кількість голів у чемпіонаті України: 120 — Олександр Кожем'яченко[17][22]
- Найбільша кількість голів у Прем'єр-лізі: 22 — Олександр Філіппов[35]
- Найбільша кількість голів у сезоні в усіх змаганнях: 25 — Олександр Кожем'яченко, 2004/05
- Найбільша кількість голів у сезоні в чемпіонаті СРСР: 19 — Геннадій Горшков, 1983
- Найбільша кількість голів у сезоні в чемпіонаті України: 22 — Олександр Кожем'яченко, 2005/06
- Найбільша кількість голів у сезоні в Прем'єр-лізі: 16 — Олександр Філіппов, 2019/20
- Найшвидший гол: на 14-й секунді — Олександр Кожем'яченко, проти «Карпат-2», 2005/06, 28 травня 2006 року[36]

#### Гравці з найбільшою кількістю голів
| №  | Ім'я                   | Період    | Загалом | Ліга | Кубок | Єврокубки | Інші | Дж.           |
| -- | ---------------------- | --------- | ------- | ---- | ----- | --------- | ---- | ------------- |
| 1  | Олександр Кожем'яченко | 1999—2011 | 129     | 120  | 9     | 0         | 0    | [ 17 ] [ 22 ] |
| 2  | Геннадій Горшков       | 1977—1987 | 112     | 112  | 0     | 0         | 0    | [ 16 ]        |
| 3  | Юхим Школьников        | 1960—1968 | 77      | 75   | 2     | 0         | 0    | [ 37 ]        |
| 4  | Володимир Авраменко    | 1991—2004 | 59      | 54   | 5     | 0         | 0    | [ 21 ]        |
| 5  | Андрій Процко          | 1966—1980 | 58      | 58   | 0     | 0         | 0    | [ 20 ]        |
| 6  | Юрій Яковенко          | 1990—2004 | 57      | 54   | 3     | 0         | 0    | [ 38 ]        |
| 7  | Юрій Овчаренко         | 1990—1998 | 54      | 49   | 5     | 0         | 0    | [ 39 ]        |
| 8  | Валентин Круковець     | 2002—2007 | 53      | 53   | 0     | 0         | 0    | [ 40 ]        |
| 9  | Ігор Бобович           | 1993—2007 | 50      | 48   | 2     | 0         | 0    | [ 27 ]        |
| 10 | Олександр Філіппов     | 2016—2020 | 47      | 44   | 3     | 0         | 0    | [ 35 ]        |
| 11 | Михайло Ховрін         | 1965—1968 | 46      | 44↑  | 1↑    | 0         | 0    | [ 37 ] [ 41 ] |
| 11 | Ігор Четверик          | 1987—1994 | 46      | 45   | 1     | 0         | 0    | [ 30 ]        |
| 13 | Петро Пилипейко        | 1994—1999 | 41      | 39   | 2     | 0         | 0    | [ 42 ]        |
| 14 | Денис Фаворов          | 2016—2020 | 40      | 36   | 3     | 0         | 1    |               |
| 15 | Євгеній Чепурненко     | 2012—2021 | 39      | 39   | 0     | 0         | 0    |               |
| 16 | Єгор Картушов          | 2012—2022 | 38      | 32   | 6     | 0         | 0    | [ 18 ]        |
| 17 | Аркадій Гончаров       | 1961—1964 | 36      | 34   | 2     | 0         | 0    | [ 43 ] [ 44 ] |
| 18 | Олександр Савенчук     | 1993—2004 | 34      | 31   | 3     | 0         | 0    | [ 25 ]        |
| 19 | Юрій Панов             | 1968—1970 | 32      | 31   | 1     | 0         | 0    | [ 43 ] [ 45 ] |
| 20 | Петро Кондратюк        | 2008—2015 | 31      | 29   | 2     | 0         | 0    |               |

#### Найкращі бомбардири ліги
| № | Змагання             | Сезон   | Ім'я                   | Голи | * |
| - | -------------------- | ------- | ---------------------- | ---- | - |
| 1 | Друга ліга           | 2004/05 | Олександр Кожем'яченко | 20   |   |
| 2 | Друга ліга           | 2005/06 | Олександр Кожем'яченко | 22   |   |
| 3 | Молодіжний чемпіонат | 2019/20 | Ілля Шевцов            | 13   |   |

#### Список гравців, які забивали чотири м'ячі в одній грі
| № | Дата       | Країна  | Гравець                | Суперник         | Поле | Турнір     | Хвилини        | Рахунок | Дж.    |
| - | ---------- | ------- | ---------------------- | ---------------- | ---- | ---------- | -------------- | ------- | ------ |
| 1 | 01.10.2005 | Україна | Олександр Кожем'яченко | Нива (Тернопіль) | Д    | Друга ліга | 7, 45, 69, 79  | 4:2     | [ 46 ] |
| 2 | 20.05.2006 | Україна | Олександр Кожем'яченко | Боярка-2006      | Д    | Друга ліга | 7, 29, 60, 62  | 12:0    | [ 47 ] |
| 3 | 28.05.2006 | Україна | Олександр Кожем'яченко | Карпати-2        | Д    | Друга ліга | 1, 19, 26, 51  | 5:0     | [ 48 ] |
| 4 | 07.10.2017 | Україна | Денис Фаворов          | Миколаїв         | Г    | Перша ліга | 33, 44, 47, 78 | 8:1     | [ 49 ] |

### Виступи в збірних
- Перший гравець, викликаний у збірну: Йоонас Тамм (Естонія, 30 серпня 2020)[50]
- Перший гравець, викликаний у збірну України: Юхим Конопля, 4 жовтня 2020[51][52]
- Найбільша кількість матчів за збірну під час виступів у «Десні»: Йоонас Тамм — 3 (Естонія), Юхим Конопля — 3 (Україна)

### Трансфери

#### Рекордні сплачені суми
| № | Ім'я            | Перейшов із клубу | Сума      | Дата трансферу | Дж.    |
| - | --------------- | ----------------- | --------- | -------------- | ------ |
| 1 | Олексій Гуцуляк | Карпати           | 300 000 € | 21 січня 2020  | [ 53 ] |

#### Рекордні отримані суми
| № | Ім'я               | Перейшов до клубу | Сума           | Дата трансферу  | Дж.           |
| - | ------------------ | ----------------- | -------------- | --------------- | ------------- |
| 1 | Олександр Філіппов | Сінт-Трейден      | 1,08 млн €     | 22 вересня 2020 | [ 54 ] [ 55 ] |
| 2 | Олексій Гуцуляк    | Дніпро-1          | 700—800 тис. € | 15 серпня 2021  | [ 56 ]        |
| 3 | Артем Фаворов      | Академія Пушкаша  | 470 000 €      | 3 січня 2020    | [ 57 ]        |
| 4 | Андрій Ярмоленко   | Динамо            | 100 000 $      | 2007            | [ 58 ]        |

## Досягнення гравців

### Футболіст року в Україні
Гравець «Десни», визнаний футболістом року в Україні за версією сайту газети «Український футбол»:
- Денис Фаворов — 2020[59]

### Воротар року в Україні
Гравець «Десни», визнаний воротарем року в Україні за версією газети «Молодь України»:
- Євген Паст — 2020[59]

### Найкращий футболіст Прем'єр-ліги (версія сайту Sport.ua)
Гравець «Десни», визнаний найкращим футболістом Прем'єр-ліги за версією сайту Sport.ua:
- Андрій Тотовицький — 2020/21[60]

### Футболіст півріччя в українській лізі
Гравець «Десни», визнаний футболістом півріччя в українській лізі за версією сайту газети «Український футбол»:
- Денис Фаворов — 1-ше півріччя 2020[59]

### Найкращий футболіст Першої ліги
Гравець «Десни», якого ПФЛ визнала найкращим футболістом Першої ліги:
- Денис Фаворов — 2017/18[61][3]

### Найкращий футболіст фінального турниру чемпіонату УРСР
Гравець «Десни», визнаний найкращим футболістом фінального турниру чемпіонату УРСР:
- Анатолій Бордаков — 1968[62]

### Список 33 найкращих футболістів Прем'єр-ліги
Гравці «Десни», які включалися до списків 33 найкращих футболістів Прем'єр-ліги (версія сайту SportArena, у сезоні 2020/21 — спільно з УПЛ):
- Євген Паст — 2019/20, № 1 на позиції «воротар»
- Денис Фаворов — 2019/20, № 1 на позиції «правий захисник»
- Андрій Гітченко — 2019/20, № 1 на позиції «центральний захисник»
- Олександр Філіппов — 2019/20, № 1 на позиції «нападник»
- Максим Імереков — 2019/20, № 3 на позиції «центральний захисник»
- Олексій Гуцуляк — 2020/21, № 2 на позиції «правий півзахисник»
- Андрій Тотовицький — 2020/21, № 2 на позиції «нападник»
- Владислав Калітвінцев — 2021/22, № 3 на позиції «правий півзахисник»
- Олексій Гуцуляк — 2021/22, № 3 на позиції «атакувальний півзахисник»

### Список 33 найкращих футболістів України
Гравці «Десни», які включалися до списку 33 найкращих футболістів України за версією сайту «Команда № 1»:
- Юхим Конопля — 2020, № 2 на позиції «правий захисник»[66]

### Збірні сезону в Прем'єр-лізі
До символічних збірних сезону в Прем'єр-лізі за версією компанії Wyscout включалися:
- Євген Паст — 2019/20, на позиції «воротар»[67]
- Денис Фаворов — 2019/20, на позиції «правий захисник»[67]
- Олександр Філіппов — 2019/20, на позиції «нападник»[67]
- Андрій Тотовицький — 2020/21, на позиції «центральний півзахисник»[68]

До символічних збірних сезону в Прем'єр-лізі за версією сайту Sport.ua включалися:
- Євген Паст — 2019/20, № 1 на позиції «воротар»[69]
- Денис Фаворов — 2019/20, № 1 на позиції «правий захисник»[69]
- Олександр Філіппов — 2019/20, № 1 на позиції «нападник»[69]
- Андрій Гітченко — 2019/20, № 2 на позиції «центральний захисник»[69]
- Андрій Тотовицький — 2020/21, № 1 на позиції «атакувальний півзахисник»[70]
- Олексій Гуцуляк — 2020/21, № 2 на позиції «лівий півзахисник»[70]
- Пилип Будківський — 2020/21, № 2 на позиції «нападник»[70]

До символічних збірних сезону в Прем'єр-лізі за версією сайту Tribuna.com включалися:
- Денис Фаворов — 2018/19, № 1 на позиції «правий захисник»[71]
- Денис Фаворов — 2019/20, № 1 на позиції «правий захисник»[72]
- Олександр Філіппов — 2019/20, № 1 на позиції «нападник»[72]

До символічних збірних сезону в Прем'єр-лізі за версією сайту UA-Футбол включалися:
- Андрій Тотовицький — 2020/21, № 1 на позиції «атакувальний півзахисник»[73]

До символічних збірних сезону в Прем'єр-лізі за версією сайту Football.ua включалися:
- Денис Фаворов — 2018/19, № 1 на позиції «правий захисник»[74][75]
- Денис Фаворов — 2019/20, № 1 на позиції «правий захисник»[76][77]
- Андрій Гітченко — 2019/20, № 2 на позиції «центральний захисник»[77]
- Олександр Філіппов — 2019/20, № 2 на позиції «нападник»[78]
- Андрій Тотовицький — 2020/21, № 2 на позиції «атакувальний півзахисник»[79][80]

До символічних збірних сезону в Прем'єр-лізі за версією сайту «Брутальний Футбол» включались:
- Денис Фаворов — 2018/19,  № 1 на позиції «правий захисник»[81]

### Список найкращих гравців УРСР
До списків 33 найкращих футболістів УРСР класу «Б» включалися:
- Володимир Гікаєв — 1962, № 3 на позиції «правий напівсередній нападник»[82]

### Збірні сезону в Першій лізі
До символічних збірних сезону в Першій лізі за версією газети «Спорт-Експрес в Україні» включалися:
- Сергій Кучеренко — 2007/08,  півзахисник[83]

До символічних збірних сезону в Першій лізі за версією сайту UA-Футбол включалися:
- Єгор Картушов — 2014/15, на позиції «лівий півзахисник»[84]

До символічних збірних сезону в Першій лізі за версією сайту SportArena включалися:
- Денис Фаворов — 2016/17, № 1 на позиції «правий захисник»[85]
- Леван Арвеладзе — 2016/17, № 1 на позиції «атакувальний півзахисник»[85]
- Костянтин Махновський — 2016/17, № 2 на позиції «воротар»[85]
- Вадим Мельник — 2016/17, № 2 на позиції «центральний захисник»[85]
- Ілля Коваленко — 2016/17, № 2 на позиції «лівий півзахисник»[85]
- Олександр Філіппов — 2016/17, № 2 на позиції «нападник»[85]
- Єгор Картушов — 2016/17, № 3 на позиції «правий півзахисник»[85]

### Збірні сезону в Другій лізі
До символічної збірної сезону в групі «А» Другій лізі за версією сайту Football.ua включалися:
- Петро Кондратюк — 2012/13, № 1 на позиції «центральний півзахисник»[86]
- Євгеній Чепурненко — 2012/13, № 1 на позиції «атакувальний півзахисник»[86]
- Вадим Бовтрук — 2012/13, № 1 на позиції «лівий півзахисник»[86]
- Вадим Жук — 2012/13, № 2 на позиції «правий захисник»[86]
- Вадим Мельник — 2012/13, № 2 на позиції «центральний захисник»[86]
- Єгор Картушов — 2012/13, № 2 на позиції «лівий захисник»[86]

## Індивідуальні рекорди тренерів
- Найбільш тривала тренерська кар'єра: 11,5 років — Олександр Рябоконь (2008, 2009—2010, 2012—2022)
- Рейтинг тренерів світу за найбільшою тривалістю роботи в одному клубі, складений Міжнародним центром спортивних досліджень: 12-те місце — Олександр Рябоконь, станом на 1 березня 2022[87][88].

## Досягнення тренерів

### Тренер року в Прем'єр-лізі
Тренер «Десни», визнаний тренером року в Прем'єр-лізі за версією Всеукраїнського об'єднання тренерів з футболу:
- Олександр Рябоконь — 2019[89]

### Тренер сезону в Прем'єр-лізі (версія сайту Football.ua)
Тренер «Десни», визнаний найкращим тренером сезону в Прем'єр-лізі за версією сайту Football.ua:
- Олександр Рябоконь — 2019/20[90]

### Тренер року в Першій лізі
Тренер «Десни», визнаний тренером року в Першій лізі за версією Всеукраїнського об'єднання тренерів з футболу:
- Олександр Рябоконь — 2017[91]

### Тренер сезону в Першій лізі
Тренер «Десни», якого ПФЛ визнала тренером сезону в Першій лізі:
- Олександр Рябоконь — 2016/17[92]

### Тренер місяця в Прем'єр-лізі
Тренер «Десни», якого УПЛ визнала тренером місяця в Прем'єр-лізі:
- Олександр Рябоконь — вересень 2019, березень 2020, червень 2020[93][94][95].

## Матчі
- Перший матч у історії: 3:0, проти збірної Ніжина, 10 лютого 1960[96]
- Перший міжнародний матч у історії: 1:1, проти «Гаммарбю», 22 жовтня 1961[97]
- Перший матч у чемпіонаті СРСР: 0:3, проти «Зірки» (Кіровоград), 17 квітня 1960[98]
- Перший матч у Кубку СРСР: 4:3, проти «Нафтовика» (Дрогобич), 11 червня 1961[99]
- Перший матч у чемпіонаті України: 0:3, проти «Чайки» (Севастополь), 14 березня 1992[100]
- Перший матч у Кубку України: 0:1, проти «Ворскли», 16 лютого 1992[101]
- Перший матч у Прем'єр-лізі: 0:2, проти «Шахтаря», 25 липня 2018[102]
- Перший матч у єврокубках: 0:2, проти «Вольфсбурга», Ліга Європи, 24 вересня 2020[103]

### Рекордні перемоги
- Найбільша перемога:
  - 16:0 — проти «Унгени», товариський матч, 12 липня 2019[104].
- Найбільша перемога в офиційних змаганнях:
  - 12:0 — проти «Боярки-2006», Друга ліга, 20 травня 2006
- Найбільша перемога в чемпіонаті СРСР:
  - 6:0 — проти «Старту» (Дзержинськ), Клас «Б», 1966
- Найбільша перемога в чемпіонаті України:
  - 12:0 — проти «Боярки-2006», Друга ліга, 20 травня 2006
- Найбільші перемоги в Прем'єр-лізі:
  - 6:2 — проти «Карпат», 8 грудня 2019[105]
  - 5:1 — проти «Олександрії», 14 червня 2020[106]
  - 5:1 — проти «Колоса», 5 липня 2020[107]
  - 4:0 — проти «Маріуполя», 29 вересня 2019[108]
  - 4:0 — проти «Маріуполя», 29 лютого 2020[109]
  - 4:0 — проти «Руху», 8 березня 2021[110]